# Darr River
Der Darr River ist ein Fluss im Südwesten des australischen Bundesstaates Queensland.

## Geographie

### Flusslauf
Der Fluss entspringt bei der Siedlung Marita Downs, etwa 70 Kilometer östlich von Winton und fließt zunächst in nordöstlicher Richtung entlang des Landsborough Highway bis zur Siedlung Darr, rund 20 km nordwestlich von Longreach. Dort wendet er seinen Lauf nach Südwesten, unterquert den Highway und mündet bei der Siedlung Arrialalah, ungefähr 50 Kilometer südwestlich von Longreach, in den Thomson River.

### Nebenflüsse mit Mündungshöhen
- Burns Creek – 250 m
- Sahara Creek – 247 m
- Twenty Mile Creek – 239 m
- Eighteen Mile Creek – 236 m
- Ten Mile Creek – 230 m
- Seven Mile Creek – 221 m
- Three Mile Creek – 220 m
- Yarraman Creek – 214 m
- Two Mile Creek – 211 m
- Crescent Creek – 210 m
- Phillips Creek – 206 m
- Boundary Creek – 203 m
- Emu Creek – 203 m
- Cattle Creek – 201 m
- Navarre Creek – 200 m
- Percy Creek – 197 m
- Scotty Creek – 195 m
- Leader Creek – 194 m
- Miserable Creek – 192 m
- Middle Creek – 191 m
- Breedon Creek – 189 m
- Shady Creek – 187 m
- Maneroo Creek – 186 m
- Sandy Creek – 185 m
- Gum Creek – 177 m
- Martins Creek – 176 m
- Sandy Creek – 175 m[1]